# Dissídio coletivo
Os dissídios coletivos são ações ajuizadas no Tribunal para solucionar conflitos entre as partes coletivas que compõem uma relação de trabalho. 
Normalmente a negociação coletiva é confundida com o dissídio coletivo e com o acordo coletivo. No primeiro existe uma tentativa de acordo entre as partes, no segundo a decisão de acordo cabe ao Judiciário. Os dissídios coletivos se instauram mediante petição inicial na qual são expostas as reivindicações.
Da negociação coletiva exitosa originam-se normas: o Acordo Coletivo ou a Convenção Coletiva. 
- O Acordo Coletivo é um conjunto de normas pactuadas entre o sindicato profissional diretamente com uma ou mais empresas, sendo interpartes, ou seja, atinge somente as partes envolvidas na negociação.

- A Convenção Coletiva é um conjunto de normas acordadas entre o sindicato profissional e o sindicato patronal, atingindo toda classe ou categoria.  As cláusulas resultantes não podem ser usadas como defesas em lei.

## Dissídio coletivo no Brasil
O Brasil optou de início (em 1939, no regime do Estado Novo) pela solução jurisdicional de todos os conflitos coletivos, inclusive os de natureza econômica, inspirado na Carta del Lavoro italiana do regime fascista de Benito Mussolini. "O Estado autoritário", explica Arion Sayão Romita, "repele a negociação coletiva, porque esta pressupõe sindicato livre e entendimento direto entre os interessados, com possibilidade de greve" (Os direitos sociais na Constituição e outros estudos, p. 359).
Tentativas posteriores de incentivar a autocomposição dos conflitos coletivos por meio da negociação coletiva não encontraram ressonância entre as classes empresarial e trabalhadora. Assim, durante o interregno democrático de 1946 a 1964, e depois, no fim da década de setenta, várias reformas legais procuraram propiciar a utilização de contratos, convenções e acordos coletivos, sem abrir mão da solução jurisdicional.
Entretanto, a implantação do sistema de autocomposição dos conflitos requeria, como ainda requer, alguns pré-requisitos, em grande parte inexistentes entre nós, que poderiam ser sintetizados numa única expressão: autenticidade da vida sindical. A liberdade para negociar exige posição de igualdade entre os contendores, somente alcançada por sindicatos fortes, independentes, com poder de arregimentação da categoria. No Brasil, o imposto sindical, eufemisticamente denominado “contribuição sindical”, atrelava o sindicato ao Estado; o número de associados era pequeno e as lideranças receavam a crítica e se eximiam de responsabilidade, agasalhadas sob a proteção proporcionada pelas decisões dos Tribunais Trabalhistas.
Por isso, nem mesmo o levantamento da proibição das greves (depois, a eliminação dos entraves legais criados para dificultar seu exercício) e da intervenção estatal no desenvolvimento das atividades sindicais, acrescido da adoção de outras medidas tendentes a liberar as amarras estatais, foram suficientes para desenvolver as negociações coletivas.
Certo é, nada obstante, que algumas entidades sindicais romperam as estruturas e conquistaram sua autonomia e autenticidade, a partir de 1978, antecipando-se aos anseios de liberdade e de democracia de toda a sociedade. Greves venceram as restrições, criaram-se Centrais Sindicais à margem dos moldes legais imperantes etc. A grande maioria dos sindicatos, contudo, ainda não alcançou essa situação.
A situação se manteve, com várias outras tentativas de incentivo às soluções negociadas que não obtiveram o êxito esperado, e apenas algumas restrições ao poder normativo da Justiça do Trabalho, até a recente reforma constitucional imposta pela Emenda Constitucional n. 45/2004.